# Zoanthus stuhlmanni
Zoanthus stuhlmanni är en korallart som beskrevs av Oscar Henrik Carlgren. Zoanthus stuhlmanni ingår i släktet Zoanthus och familjen Zoanthidae. Inga underarter finns listade i Catalogue of Life.